# Pic de Carroi
Pic de Carroi är en bergstopp i Andorra. Den ligger i den sydvästra delen av landet. Toppen på Pic de Carroi är 2 331 meter över havet.
Den högsta punkten i närheten är Pic de Coma Pedrosa, 2 943 meter över havet, 9,6 kilometer norr om Pic de Carroi.
I trakten runt Pic de Carroi växer i huvudsak barrskog och gräs.